# Arresto domiciliario (episodio de Los Soprano)
"Arresto domiciliario" (título original en inglés: "House Arrest") es el vigésimo cuarto episodio de la serie de HBO Los Soprano y el undécimo de la segunda temporada de la serie. Fue escrito por Terence Winter, dirigido por Tim Van Patten y estrenado el 26 de marzo de 2000 en Estados Unidos.

## Protagonistas
- James Gandolfini como Tony Soprano.
- Lorraine Bracco como Dr. Jennifer Melfi.
- Edie Falco como Carmela Soprano.
- Michael Imperioli como Christopher Moltisanti.
- Dominic Chianese como Corrado Soprano, Jr.
- Vincent Pastore como Pussy Bonpensiero.
- Steven Van Zandt como Silvio Dante.
- Tony Sirico como Paulie Gualtieri.
- Robert Iler como Anthony Soprano, Jr..*
- Jamie-Lynn Sigler como Meadow Soprano.*
- Drea de Matteo como Adriana La Cerva. *
- David Proval como Richie Aprile.
- Aida Turturro como Janice Soprano.
- y Nancy Marchand como Livia Soprano.
- * = sólo en los créditos

### Protagonistas invitados
- Jerry Adler como Hesh Rabkin.

#### Otros protagonistas
| - Peter Bogdanovich como Dr. Elliot Kupferberg - Matthew Sussman como Dr. Schreck - Federico Castelluccio como Furio Giunta. - Steven R. Schirripa como "Bacala" Baccalieri. - David Margulies como Neil Mink. - Sharon Angela como Rosalie Aprile. - Toni Kalem como Angie Bonpensiero. - Will McCormack como Jason La Penna. - Maureen Van Zandt como Gabriella Dante. - Joe Lisi como Dick Barone. - Patricia Marand como Helen Barone. - Jennifer Albano como Connie. - Vito Antuofermo como Bobby Zanone. - Sabine Singh como Tracy. - James Biberi como maitre. - Ilene Kristen como mujer fumadora. | - George Xhilone como hombre. - Matt Servitto como Agente Harris. - Gary Perez como Agente Marquez. - Ron Lee Jones como Sargento McLuhan. - Louis Petraglia como trabajador de saneamientos. - Remy K. Selma como Siraj. - Janet Bushor como enfermera. - Robert McCay como asistente. - Amy Hart Redford como ER Doctor. - Roy Thinnes como Dr. Baumgartner. - Terry Winter como Tom Amberson. - Frank Adonis como invitado #1. - Alan Levine como invitado #2. - Paul Borghese como invitado #3. - Russ Brunelli como invitado #4. - Gary Lamadore como Chuckie. - y Mary Louise Wilson como Catherine. |

## Primeras apariciones
- Bobby Zanone: un soldado del equipo de Richie Aprile.